# Луцький Володимир Олександрович
Володи́мир Олекса́ндрович Лу́цький (21 травня 1918 — 19 грудня 1976) — радянський військовий льотчик часів Другої світової війни, генерал-лейтенант авіації. Заслужений військовий льотчик СРСР (1969), Герой Радянського Союзу (1943).

## Біографія
Народився 21 травня 1918 року в місті Севастополі в родині робітника. Росіянин. Закінчив 3 курси Сімферопольського залізничного технікуму.
До лав РСЧА призваний у 1936 році. У 1938 році закінчив Качинську Червонопрапорну військову авіаційну школу пілотів імені М'ясникова, залишений при школі інструктором, потім — командир авіаційної ланки, лейтенант.
Учасник німецько-радянської війни з червня 1942 року. У складі 434-го (32-го гвардійського) винищувального авіаційного полку на Південно-Західному, Донському, Калінінському, Північно-Західному, Брянському, 1-му Прибалтійському, 3-му і 1-му Білоруських фронтах.
Пройшов бойовий шлях від командира ланки до командира авіаційного полку. Літав на літаках Як-1, Як-7, Як-9 і Ла-5. Всього за роки війни здійснив близько 200 бойових вильотів, у повітряних боях збив особисто 12 літаків супротивника.
Після війни продовжив військову службу у ВПС СРСР. У вересні 1948 року призначений командиром 324-ї винищувальної авіаційної дивізії (аеродром Кубинка). Брав участь у повітряних парадах над Москвою в 1948—1951 роках. Одним із перших освоїв вищий пілотаж на МіГ-15, був ведучим пілотажної п'ятірки МіГ-15 під час повітряних парадів. На початку 1950-х років гвардії полковник В. О. Луцький — командир 9-ї винищувальної авіаційної дивізії. У 1955 році йому було присвоєне звання генерал-майора авіації. Командував винищувальним авіаційним корпусом.
У 1957 році закінчив Військову академію Генерального штабу, призначений заступником командувача Ленінградським округом ППО. Згодом обіймав посаду командира Липецького навчального центру, служив у Головному штабі ВПС СРСР. У 1967 році присвоєне військове звання генерал-лейтенанта авіації. Працював у Військово-повітряній академії. Командував дослідницьким центром.
З 1972 року генерал-лейтенант авіації В. О. Луцький — у запасі.
Мешкав у Сімферополі, де й помер 19 грудня 1976 року. Похований на цвинтарі «Абдал».

## Нагороди
Указом Президії Верховної Ради СРСР від 24 серпня 1943 року за мужність і відвагу, виявлені у боях з німецько-фашистськими загарбниками, гвардії капітану Луцькому Володимиру Олександровичу присвоєне звання Героя Радянського Союзу з врученням ордена Леніна і медалі «Золота Зірка» (№ 1759).
Також нагороджений чотирма орденами Червоного Прапора (23.10.1942, 10.05.1945), орденом Вітчизняної війни 1-го ступеня (15.03.1943), двома орденами Червоної Зірки і медалями.